# دومينغو فيلار
دومينغو فيلار (بالإسبانية: Domingo Villar)‏ هو كاتب إسباني، ولد في 1971 في فيغو في إسبانيا.

## وصلات خارجية
- دومينغو فيلار على موقع IMDb (الإنجليزية)
- دومينغو فيلار على موقع قاعدة بيانات الفيلم (الإنجليزية)